# Oliver Eger

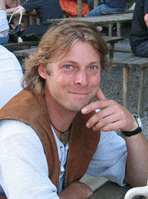
Oliver Eger

Oliver Eger (* 1969 in Augsburg, Bayern) ist ein deutscher Cartoonist und Illustrator.

## Leben
Eger studierte Englisch und Sport (Gymnasiallehramt) an der Universität Konstanz und erhielt seinen Diplom-Abschluss in Sportwissenschaften (Medien und Publizistik) an der Sporthochschule Köln.
Er illustrierte u. a. auf internationaler Plattform für ZF Friedrichshafen, die „Knirpsküche“ von Barbara Eligmann und Sammel-Aufkleber für Fritt-Kaustreifen. Seine Cartoonreihe „Felix“ erscheint regelmäßig in der Zeitschrift „Pferd & Co“. Für seine Bilder verwendet er meist das Pseudonym „Egero“. Seit 2005 ist er einem breiten Publikum bekannt als Zeichner des Online-Browser-Spiels Travian.
Er lebt heute in Langerringen bei Augsburg.

## Werke (Auswahl)
- MiniMax – Arbeitsheft Zahlen und Rechnen (Ernst Klett Verlag), ISBN 3-12-280501-4
- Die Knirpsküche (Barbara Eligmann), ISBN 3-8052-0733-6
- Erste Hilfe Outdoor (Peter Oster), ISBN 3-934214-95-9
- Praktische Erlebnispädagogik 2 (Annette Reiners), ISBN 3-937210-12-1
- 232 × Katze (Karin Schneider), ISBN 978-3-8001-5750-1
- Pic Collection 2 (SCHUBI Lernmedien), ISBN 978-3-89891-765-0
- Freddy lernt schwimmen (Volker Baars), ISBN 3-86625-014-2
- Let´s start (Barbara Stucki), ISBN 3-89891-659-6
- Das Frühstücksbuch für Kids (Ulmer Verlag), ISBN 3-8001-5168-5
- Spaßschule für Hunde (Celina del Amo), ISBN 3-8001-4397-6
- Der kleine Glückskurier (Harriet Grunewald), ISBN 3-451-29137-1